# Verworrenheit
Die Verworrenheit bezeichnet in der organischen Psychiatrie einen Begriff für eine  formale Denkstörung auf hirnorganischer Grundlage.
Sie ist identisch mit der Bezeichnung  Verwirrtheit, sollte aber vom Begriff der Zerfahrenheit, der für das schizophrene Denken als typisch angesehen wird, getrennt werden.
Die Verworrenheit hat Beziehungen zu Bewusstseinsstörungen mit Verlust der Orientierung und einem Durcheinander der Denkvorstellungen bzw. zum organischen Psychosyndrom. Analog für Verworrenheit ist inkohärentes Denken, das ebenso das Zerfahrene, Verworrene bei getrübter Bewusstseinslage kennzeichnet.
Sichtbare Kennzeichen der Verworrenheit oder auch Verwirrtheit sind räumliche und zeitliche Orientierungsstörungen, Unruhe und Umtriebigkeit, schlecht verständliche oder zusammenhangslose Sprache; Unfähigkeit, sich geordnet zu unterhalten (Gedankenflucht), Störungen des Gedächtnisses und der Merkfähigkeit sowie Konzentrationsstörungen.

## Mögliche Ursachen
- Alle Formen der Durchfallerkrankungen, mangelnde Flüssigkeitsreserve, Exsikkose
- Medikamente oder Drogen (zum Beispiel häufig Alkohol), Dimenhydrinat (Missbrauch eines Arzneimittels gegen Übelkeit und Reisekrankheit)
- Unterernährung und als schwerster Grad Marasmus
- Stoffwechselstörung (beispielsweise häufig Diabetes mellitus)
- Hirnabbau durch Arteriosklerose oder Alter
- Demenzen (beispielsweise Alzheimer-Krankheit)
- Verletzungen des Gehirns (Gehirnerschütterung, Gehirnprellung etc.)
- Hirnorganische Erkrankungen wie Enzephalitis, Meningitis, Epilepsie, Hirntumor etc.
- Psychische Störungen wie zum Beispiel Psychosen
- Vitamin-B12-Mangel und Perniziöse Anämie